# Блохин, Алексей Васильевич
Алексей Васильевич Блохин — советский хозяйственный и политический деятель.

## Биография
Родился в 1924 году в селе Григорьевское. Член КПСС.
Окончил Московскую ВПШ.
Участник Великой Отечественной войны: телефонист-радист 276-го стрелкового полка 92-й гвардейского стрелковой дивизии.
В 1949—1952 гг. — секретарь парткома Ногинского райпромкомбината.
В 1952—1955 гг. — инструктор, помощник первого секретаря Ногинского райкома КПСС.
В 1959—1962 гг. — секретарь парткома бумагопрядильной фабрики Глуховского хлопчатобумажного комбината.
В 1962—1967 гг. — второй секретарь Ногинского горкома КПСС.
В 1967—1969 гг. — председатель Ногинского горисполкома.
В 1969—1982 гг. — начальник управления кинофикации Мособлисполкома.
Умер в Москве после 1985 года.

## Награды
- Орден Отечественной войны II степени
- Орден Трудового Красного Знамени
- Орден Знак Почёта